# Корсаки (Пермский край)
Корсаки — деревня, входит в Кишертский район Пермского края. Входит в Андреевское сельское поселение.

## Население
Постоянного населения в деревне нет
| 2010 | 2011 | 2012 | 2013 | 2014 | 2015 | 2016 |
| ---- | ---- | ---- | ---- | ---- | ---- | ---- |
| 7    | →7   | ↘6   | ↘4   | ↘0   | ↗1   | →1   |